# ネヴァーセイダイ (競走馬)
ネヴァーセイダイ (Never Say Die) は、アメリカ出身の競走馬、種牡馬。イギリスのクラシック二冠馬。

## 概要
ネヴァーセイダイは1954年にイギリスのダービーとセントレジャーの二冠を制し、父ナスルーラのヨーロッパにおける最良の産駒となった。しかしネヴァーセイダイは父ナスルーラに似てムラのある競走馬で、ダービーを勝ったのも大穴の評価だった。
ネヴァーセイダイは、記録上はアメリカ人がアメリカで生産したサラブレッドだが、その血統にはヨーロッパの影響が色濃く反映されている。馬主はアメリカの競馬界と折り合いが悪かったので、引退後もネヴァーセイダイをイギリスに留めて種牡馬にし、そのうちイギリス国立牧場に寄贈してしまった。ネヴァーセイダイは種牡馬としてもムラがあったが、1962年に偶然にも幸いしてイギリスの種牡馬チャンピオンとなった。種牡馬ランキングは産駒の獲得賞金の合計で決まるのだが、偶然というのは、この年の賞金総額の半分以上はラークスパーがダービーに優勝して獲得したものだが、このダービーでは本命馬を含めて8頭が落馬するアクシデントがあったからである。
ネヴァーセイダイの産駒のうち、早い時期にダイハード、シプリアニ、ネヴァービートが日本に輸入されると大成功した。その結果、産駒が次々と日本に輸入されるようになった。その中からもさらに成功した種牡馬が出ると、世界中からネヴァーセイダイの産駒が種牡馬として日本に買い集められるようになり、1960年代から1970年代には有力な産駒のほとんどが日本に集まる結果となった。これらのうちネヴァービートは何度も日本の種牡馬チャンピオンとなるほどの成功を収め、ネヴァーセイダイの系統は1960年代から1970年代の日本競馬界を席巻したが、やがて流行が廃れ、1980年代には父系としては活躍の舞台からほとんど消えてしまった。

## 出自と血統
ネヴァーセイダイは、現代のアメリカを代表するサラブレッド生産者であるクレイボーンファームと、富豪のロバート・クラークによって育て上げられた血統から出た。その血統は第一次世界大戦と第二次世界大戦の影響が反映されており、イギリス、アメリカ、フランスの競走馬の血が入り混じっている。
| ネヴァーセイダイの血統     | ネヴァーセイダイの血統                                   | ネヴァーセイダイの血統                                   | （血統表の出典）                                         | （血統表の出典） |
| 父系                       | ナスルーラ系                                             | ナスルーラ系                                             | ナスルーラ系                                             |                  |
| 父 Nasrullah 1940 鹿毛     | 父の父Nearco 1935 黒鹿毛                                 | Pharos                                                   | Phalaris                                                 | Phalaris         |
| 父 Nasrullah 1940 鹿毛     | 父の父Nearco 1935 黒鹿毛                                 | Pharos                                                   | Scapa Flow                                               |                  |
| 父 Nasrullah 1940 鹿毛     | 父の父Nearco 1935 黒鹿毛                                 | Nogara                                                   | Harvesac                                                 | Harvesac         |
| 父 Nasrullah 1940 鹿毛     | 父の父Nearco 1935 黒鹿毛                                 | Nogara                                                   | Catnip                                                   |                  |
| 父 Nasrullah 1940 鹿毛     | 父の母Mumtaz Begum 1932 鹿毛                             | Blenheim                                                 | Blandford                                                | Blandford        |
| 父 Nasrullah 1940 鹿毛     | 父の母Mumtaz Begum 1932 鹿毛                             | Blenheim                                                 | Malva                                                    |                  |
| 父 Nasrullah 1940 鹿毛     | 父の母Mumtaz Begum 1932 鹿毛                             | Mumtaz Mahal                                             | The Tetrarch                                             | The Tetrarch     |
| 父 Nasrullah 1940 鹿毛     | 父の母Mumtaz Begum 1932 鹿毛                             | Mumtaz Mahal                                             | Lady Josephine                                           |                  |
| 母 Singing Grass 1944 栗毛 | 母の父War Admiral 1934 黒鹿毛                            | Man o'War                                                | Fair Play                                                | Fair Play        |
| 母 Singing Grass 1944 栗毛 | 母の父War Admiral 1934 黒鹿毛                            | Man o'War                                                | Mahubah                                                  |                  |
| 母 Singing Grass 1944 栗毛 | 母の父War Admiral 1934 黒鹿毛                            | Brushup                                                  | Sweep                                                    | Sweep            |
| 母 Singing Grass 1944 栗毛 | 母の父War Admiral 1934 黒鹿毛                            | Brushup                                                  | Annette K.                                               |                  |
| 母 Singing Grass 1944 栗毛 | 母の母Boreale 1938 栗毛                                  | Vatout                                                   | Prince Chimay                                            | Prince Chimay    |
| 母 Singing Grass 1944 栗毛 | 母の母Boreale 1938 栗毛                                  | Vatout                                                   | Vashti                                                   |                  |
| 母 Singing Grass 1944 栗毛 | 母の母Boreale 1938 栗毛                                  | Galaday                                                  | Sir Gallahad III                                         | Sir Gallahad III |
| 母 Singing Grass 1944 栗毛 | 母の母Boreale 1938 栗毛                                  | Galaday                                                  | Sunstep                                                  |                  |
| 母系(F-No.)                | (FN:1-n)                                                 | (FN:1-n)                                                 | (FN:1-n)                                                 | [ § 2 ]          |
| 5代内の近親交配            | Chaucer 5×5=6.25%、Swynford・Harry of Hereford 5×5=6.25% | Chaucer 5×5=6.25%、Swynford・Harry of Hereford 5×5=6.25% | Chaucer 5×5=6.25%、Swynford・Harry of Hereford 5×5=6.25% | [ § 3 ]          |
| 出典                       | 1. 2. 3.                                                 | 1. 2. 3.                                                 | 1. 2. 3.                                                 | 1. 2. 3.         |

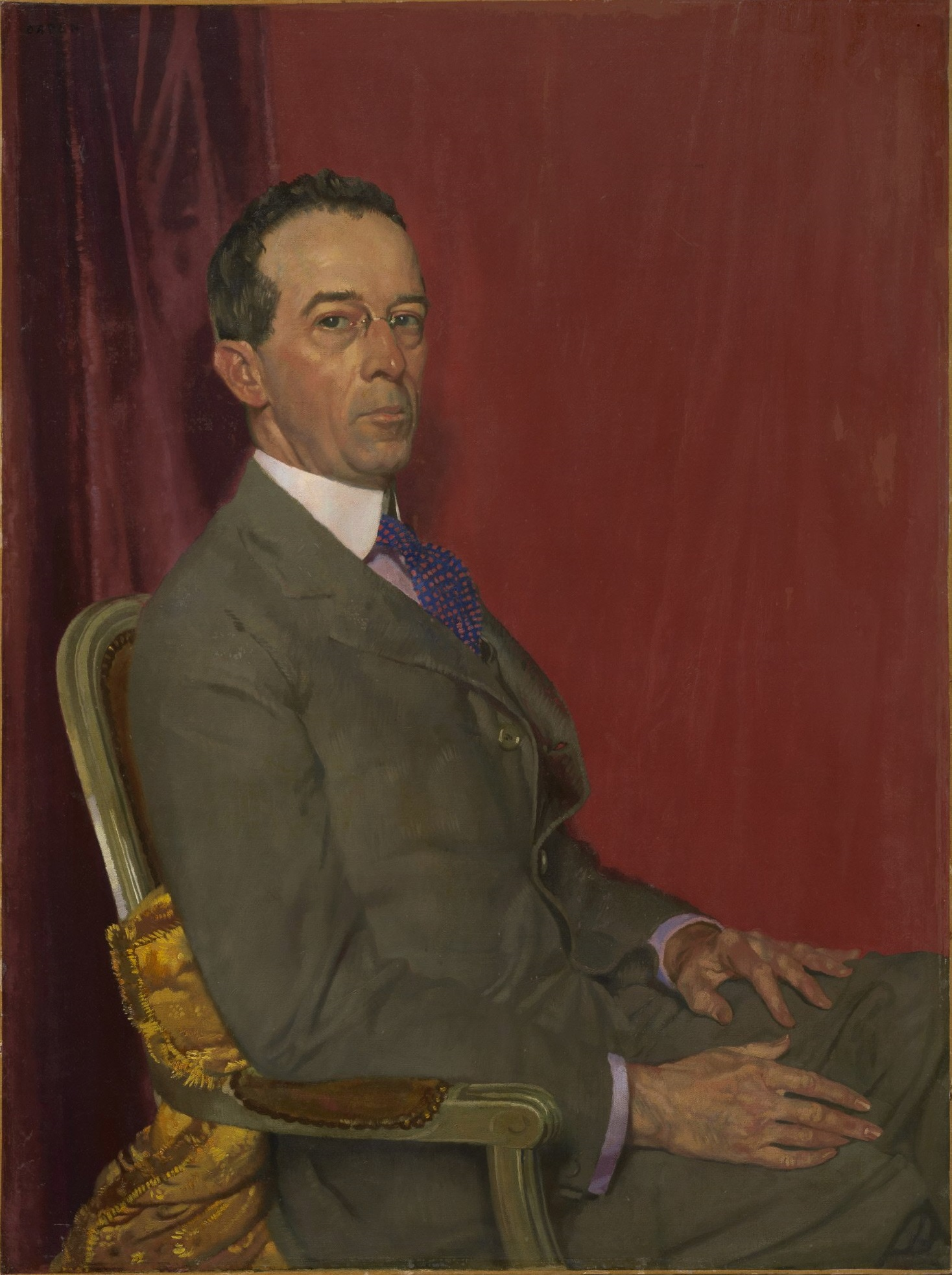
ネヴァーセイダイの生産者・馬主のロバート・クラーク

ネヴァーセイダイの母方の系統は、ヨーロッパとアメリカを行ったり来たりしながら繁栄してきた。

### 高祖母サンステップ
ネヴァーセイダイからみて4代前のサンステップ（Sunstep）は、生まれたばかりの1916年の秋にイギリスのニューマーケットで行われるディセンバーセールという競り市に出された。これを510ギニーで落札したのがアメリカ人のアーサー・ハンコックである。ハンコックは現代のアメリカ・ケンタッキー州の代表的なサラブレッド生産牧場の一つ、クレイボーンファームの創業者である。クレイボーンファームは1910年に興されたばかりで、サンステップを購入した1916年には、クレイボーンファームはまだ取り立てて成功した牧場というわけではなかった。サンステップはアメリカへ連れて行かれて競馬に出たが、未勝利に終わった。しかしサンステップは繁殖牝馬としては良績を残した。
ハンコックは、第一次世界大戦で荒廃したフランスで、1923年にテディ (競走馬)の産駒でサーギャラハッドという種牡馬を購入した。サーギャラハッドはクレイボーンファームで種牡馬になると、1927年の産駒にアメリカ三冠馬ギャラントフォックスが登場し、以後も次々と活躍馬を送り出して北米の種牡馬チャンピオンに4回輝いた。クレイボーンファームの発展は、このサーギャラハッドの成功によるものである。

### 曽祖母ガラディ
サンステップにサーギャラハッドを交配して生まれた牝馬がガラディ（Galaday）で、三冠馬ギャラントフォックスと同じ1927年生まれだった。
このガラディを購入したのがロバート・クラークである。クラークは、ニューヨークのミシン製造会社シンガー社の創業者の孫で、その資産を相続して上流階級の一員となっていた。クラークは父の影響で絵画の蒐集家となり、イェール大学を卒業するとフランスへ渡り、パリで女優と結婚した。クラークは、ハンコックの生産したカレント（Current）という牝馬を購入し、カレントは1928年にブリーダーズフューチュリティステークスやセリマステークスの勝利によって全米2歳牝馬チャンピオンの名誉を獲得した。カレントは3歳になってケンタッキーオークスで3着になっている。
ガラディはカレントの1つ下の世代で、2歳のときにクラークが購入し、セリマステークス2着、ピムリコフューチュリティステークスでも3着に入り、3歳になるとカレントと同様、ケンタッキーオークスで3着になった。ガラディはアメリカで7勝をあげ、1931年にカレントと一緒にイギリスへ連れて行かれた。ガラディはイギリスでは5勝をあげ、そのままイギリスで繁殖牝馬となった。

### 大伯母ガラテア
クラークは優れた種牡馬を求めて、ガラディを連れてイギリスやフランスを頻繁に往復した。1936年にフランスの種牡馬ダークレジェンドを父として産まれたのがガラテア（Galatea）で、ガラテアは1939年に1000ギニーとイギリスオークスの二冠に勝った。
この年、牡馬ではブルーピーターが2000ギニーとダービーの二冠を制しており、三冠目となる秋のセントレジャーではブルーピーターとガラテアの対決に加え、フランスの二冠馬ファリスも参戦を表明し、この秋のヨーロッパで最大の注目レースとなった。ところがセントレジャーの前の週にドイツ軍がポーランドへ侵攻して第二次世界大戦が始まり、セントレジャーは中止となった。

### 祖母ボレアーレ
このガラテアの2歳下の半妹が、ネヴァーセイダイの祖母ボレアーレ（Boreale）で、ボレアーレの父もまたフランス種牡馬ヴァトー（Vatout）だった。クラークは1940年に、戦火を逃れてボレアーレ、ガラディやガラテアをアメリカへ引き揚げた。ボレアーレはアメリカで出走し、20戦1勝の戦績を残した。

### 母シンギンググラス
ボレアーレが1944年に産んだのがネヴァーセイダイの母シンギンググラス（Singing Grass）で、その父はアメリカの三冠馬ウォーアドミラルである。シンギンググラスは1944年のアメリカ生まれだが、1945年にヨーロッパでの世界大戦が終わったので、クラークはシンギンググラスをイギリスへ連れて行った。シンギンググラスはニューマーケットのジョセフ・ローソン調教師に預けられた。ローソン調教師は、前述の二冠牝馬ガラテアをはじめ、クラークの所有馬を引き受けており、シンギンググラス、そして後にネヴァーセイダイも預かって、ネヴァーセイダイで初のイギリスダービー制覇を遂げることになる。
シンギンググラスは7勝をあげ、中距離が得意な二流馬との評価を得た。シンギンググラスはそのままイギリスで繁殖牝馬になると、1950年にアイルランドの種牡馬ナスルーラを種付けされた。シンギンググラスが妊娠すると、クラークはシンギンググラスをアメリカへ連れ戻した。その結果、ネヴァーセイダイは1951年にアメリカで生まれたが、1歳になるとイギリスへ送り込まれてローソン調教師に預けられることになった。
たまたま、クラークがシンギンググラスをアメリカに戻したのと同じ1950年に、ハンコックはナスルーラを購入し、アメリカへ輸入して種牡馬とした。こうした事情で、ネヴァーセイダイはアメリカ生まれで、父のナスルーラもその時アメリカにいたが、ナスルーラにとってはイギリス時代の最後の世代の産駒、ということになる。のちにネヴァーセイダイが活躍すると、クラークはシンギンググラスにもう一度ナスルーラを種付けしたいと考えたが、どうしても種付権を入手することができなかったという。

## 競走馬時代

### 誕生と命名の由来
ネヴァーセイダイの名前「Never Say Die」は、競走馬としては風変わりな名前で、ネヴァーセイダイはその名前のおかげで特別な関心を集めることになる。
英語での「Never say die」は、「しっかりしろや！」とか、「弱音を吐くな！」のように意訳されるが、もっと直訳的には「死ぬな！」となる。この名は、ネヴァーセイダイの出生の際のできごとからつけられた名前である。
ネヴァーセイダイの母馬シンギンググラスは小柄な牝馬だった。一方、生まれてきた仔馬は体が大きく、かなりの難産だった。母馬は疲弊してしまって動けず、仔馬もほとんど息をしておらず、右前脚が曲がって体の下敷きになっていた。仔馬にはウィスキーが与えられ、鼻の周りにもウィスキーが吹きかけられると、仔馬はなんとか息を吹き返した。この時のやりとりがもとで、この仔馬は「ネヴァーセイダイ（Never Say Die、死ぬな！）」と命名された。

### 幼駒時代
ネヴァーセイダイは母馬と一緒の馬房でしばらく過ごしたが、その馬房は、過去に5頭のケンタッキーダービー優勝馬が使ったものだった。
ネヴァーセイダイは順調に成長し、1歳になる頃には均整のとれた立派な栗毛馬になった。牧場の責任者は当時、ネヴァーセイダイの唯一の欠点は、右足が湾曲して外向していることだ、と指摘している。1歳の春にはネヴァーセイダイは更に体が大きくなり、同世代の遊び相手を盛んに蹴ったり噛み付いたりするようになった。夏になっても他馬をいじめる癖は治らなかったが、それ以外は人のいうことをよくきいて利口なところをみせ、体はますます成長し、きわめて頑健でタフになった。
通常、1歳になると仔馬は乳離れのため母馬から引き離される。ネヴァーセイダイがいたケンタッキーの牧場では、普通は乳離れのあとは馴致と育成のためにヴァージニア州の牧場へ送られるのだが、ネヴァーセイダイは特別に生まれた牧場に留め置かれて馴致が行われた。

### 2歳時（1953年）
1953年4月28日に競走馬としてデビュー。
ニューマーケット競馬場で未勝利戦（25頭立て、5ハロン≒1005メートル）に出走したが、26倍の低評価で、7着に終わった。2戦目は6月18日のアスコット競馬場のニューステークス（5ハロン≒1005メートル）で、ここでも注目されないまま7着だった。
7月18日のアスコット競馬場ではキングジョージ6世&クイーンエリザベスステークスが行われ、エリザベス2世女王も臨席していた。ネヴァーセイダイは、この大レースの前に行われたロスリンステークス（Rosslyn Stakes、6ハロン≒1207メートル）に出走し、そこで本命になって初勝利をあげた。7月にはもう1戦、グッドウッド競馬場のリッチモンドステークス（6ハロン≒1207メートル）に出走し、ザパイキング（The Pie King）から4馬身遅れの3着に入った。
夏場を休養に充てたネヴァーセイダイは、10月にソラリオステークス（7ハロン≒1408メートル）で5着になったあと、イギリスの重要な2歳戦であるデューハーストステークス（7ハロン≒1408メートル）に出た。本命になったのはロイヤルロッジステークスを勝ってきたインファチュエイション（Infatuation）で、ネヴァーセイダイは5頭中最低人気だった。このレースでは順当にインファチュエイションが勝ったが、ネヴァーセイダイは3着に入った。このインファチュエイションは後年、日本で種牡馬になっている。
しかし、この年のイギリスの2歳馬で最良の評価を得たのはザパイキングだった。ザパイキングは夏の間にコヴェントリーステークス、リッチモンドステークス、ジムクラックステークスを勝って早々とヨーロッパ2歳チャンピオンの評価を確定させると、当時の世界最高賞金レース、10月のガーデンステートステークスに挑むため、大西洋を渡ってアメリカにいた。不運なことに、レース前夜になってザパイキングに繋皹（繋裏のひび割れ）が見つかり、出走を取り消すことになったが、ザパイキングの馬主はアメリカ人で、ザパイキングはそのままアメリカに逗まってケンタッキーダービーを目指すことになった。
結局この年のネヴァーセイダイの成績は6戦1勝で、得た賞金は815ポンドだった。年が明けてのフリーハンデでは、首位のザパイキング（The Pie King）の133ポンドから18ポンド（＝1ストーン4ポンド＝約8.16キログラム）低い115ポンドにランクされた。

### 3歳時（1954年）

#### ダービー制覇
ネヴァーセイダイは冬の間に馬体が成長したが、年明け2戦では成果にはつながらなかった。エイントリー競馬場のユニオンジャックステークスで2着したあと、4月のニューマーケット競馬場でフリーハンデキャップに出走して着外に終わった。エプソムダービーに向けての最後のステップレースで、ネヴァーセイダイはニューマーケットに戻り、10ハロンのニューマーケットステークスに出ることになった。マニー・マーサー騎手の騎乗によって、前半は果敢に先頭を切ったが、途中でかわされ、イロープメント（Elopement）とゴールデンゴッド（Golden God）に次ぐ3着でゴールした。
陣営はこの後、ネヴァーセイダイの体調が急激に向上したと判断し、ダービーステークスへの出走を決定。
エプソムダービー当日は寒く凍えるような日になった。22頭の出走馬がいたが、ネヴァーセイダイは34倍の人気薄だった。
幾人かの証言によれば、「ネヴァーセイダイ」という印象的な馬名と、騎乗する18歳の若手騎手レスター・ピゴットの個人的な人気がなければ、ネヴァーセイダイの馬券はもっと人気が無かっただろうと言われている。
ネヴァーセイダイは道中の位置取りもよく、ピゴット騎手の指示で直線で早めに先頭に抜けだすと、アラビアンナイト（Arabian Night）に2馬身の差をつけて優勝した。3着にはとダライアス（Darius）が入った。生産者・馬主のクラークはこのときニューヨークで入院中のためレースを観戦することはできなかった。
アメリカ産のサラブレッドがイギリスダービーを勝つのは、1881年のイロコイ（Iroquois）以来だったが、それはアメリカ産馬の挑戦をイギリスが約80年に渡って跳ね返してきたからではなく、アメリカ産馬によって蹂躙されるのを恐れたイギリス競馬界が、20世紀はじめにジャージー規則を作ってアメリカ血統の出走を防いできたからである。このジャージー規則が廃止されたのは1949年のことで、それから数年の間に、もしジャージー規則が撤廃されていなければ出走すら難しかった馬が2頭（そのうち1頭はネヴァーセイダイ）ダービーを勝っている。
34倍の人気薄馬の勝利としては、1908年のシニョリネッタ、1913年のアボイユールの101倍に次ぐ史上3番目の高配当での勝利であった。また、この時ネヴァーセイダイに騎乗していたレスター・ピゴットは、（明確な記録があるものとしては）史上最年少でのダービーステークス優勝を達成した。

#### ネヴァーセイダイのダービー優勝と現代音楽史への影響
リヴァプール在住のモナ・ベストという女性は、ネヴァーセイダイの生まれの逸話とその名前をとても気に入り、持っていた宝石類を全部売り払った金で、ダービーのネヴァーセイダイの馬券を買った。ネヴァーセイダイが大穴で優勝したことで、モナは巨額の払い戻し金を手にした。モナはその金でリヴァプール郊外に大きな屋敷を購入し、修復した。この屋敷には広い地下室があり、モナは地下室をリフォームして、知人が集まってコーヒーを飲む部屋にした。
そのうち、モナの息子がこの地下室に学校の同級生を集め、大音響で音楽を聞くようになった。彼らはリトル・リチャードやチャック・ベリーといった、アメリカのロックンロールを好んだ。地下室から漏れる音を聞きつけて、近所の子供達がどんどん集まるようになり、そのうち1000人を超すようになった。そこでモナは、彼らから12ペンス半の入場料を取ることにした。集まった子どもたちの多くは近所のクオリー・バンク中学校の生徒で、学生の中にはクオリーメンというバンドを組んでいる者もいた。
このクオリーメンに、モナの息子ピート・ベストが加わって誕生したのがビートルズである。初期のビートルズは、モナの地下室に造られた「カスバー・コーヒークラブ」を根城に活動した。ピートは『Never Say Die』のまえがきの中で、ネヴァーセイダイがダービーに勝ったからビートルズが世に出た、と述懐している。

#### アスコットダービーでのできごと
ダービーの2週間後、ネヴァーセイダイはアスコット競馬場でキングエドワード7世ステークス（旧称アスコットダービー）に出た。このレースは極めて荒っぽい展開になり、ネヴァーセイダイは直線で他の出走馬の尻に噛みつく行動に出た挙句、勝ち馬ラシュレー（Rashleigh）から遅れて4着に沈んだ。ピゴット騎手はネヴァーセイダイの騎乗法をレース審判に咎められ、ジョッキークラブはピゴット騎手を半年間（結果的には、この年のシーズン最後までということになる）の騎乗停止処分にした。若いピゴット騎手は、前々から強引な騎乗法に目をつけられており、それが積み重なっての制裁であった。

#### セントレジャー制覇
7、8月を休養にあてたネヴァーセイダイは、ピゴットにかわり、チャーリー・スマーク騎手とのコンビで9月に行われるドンカスター競馬場のセントレジャーステークスに出走した。ネヴァーセイダイは16頭中、4.3倍の1番人気で出走し、12馬身差で楽勝した。これはセントレジャー史上最大の着差で、チャーリー・スマーク騎手は「スマークほど楽にクラシックを勝った騎手はいない」と言われるほどの大勝であった。馬主のクラークもこのレースは現地に観戦に訪れ、愛馬の勝利を見届けている。
ネヴァーセイダイはセントレジャーのあと、特に怪我もなく、そのまま種牡馬となった。

## 種牡馬時代

### 種牡馬デビュー
ネヴァーセイダイはセントレジャーを最後に競走馬を引退して種牡馬となった。馬主であるクラークの強い意志によって、ネヴァーセイダイは生まれ故郷であるアメリカではなく、イギリスのニューマーケットに繋養された。クラークは最低4年間は、ネヴァーセイダイをイギリスに留め置くこととし、その後の取り扱いは4年後に検討すると公表した。
1955年に種付けされた最初の世代が1956年に誕生した。その中には不出走ながら血統の良さをかわれて種牡馬になり、クラシックホースを出したインモータリティ（Immortality、後述）がいる。2年目の世代（1957年生まれ）からは、二冠牝馬のネヴァートゥーレイト（Never Too Late、後述）が登場した。

### ラークスパーのダービー制覇とリーディング獲得
1962年に、ラークスパーのイギリスダービー優勝などにより、イギリスのリーディングサイアーとなった。

### 国立牧場への寄贈
馬主のクラークは、ネヴァーセイダイをイギリスの国立牧場（ナショナル・スタッド）へ寄贈した。その際、全体の種付け権の25%はアイルランドの生産者に与えるよう、条件が付与された。このときのネヴァーセイダイの価値は10万ポンド以上と見積もられている。かつて1914年に国立牧場が創設された時の、牧場、施設、家具調度品、美術品、競走馬約50頭、牛600頭などの総額が約7万4000ポンドとされており、ネヴァーセイダイは1頭でそれを上回る資産となることから、クラークによる寄贈はイギリスの生産界から大変な歓迎と謝意をもって評価された。ネヴァーセイダイは25歳で寿命を迎えるまで国立牧場で過ごした。

### ネヴァーセイダイ系のブームとその終焉
ネヴァーセイダイ自身は種牡馬として大成功をおさめたが、ラークスパーを筆頭に、優れた産駒のなかなら良績をあげる種牡馬が現れなかった。一方、ネヴァーセイダイの子で競走馬としては中級・下級クラスだったものは諸外国へ売られていったが、これらの中からは売却先で成功するものが出た。
なかでも日本では、1960年代にネヴァービートが種牡馬として成功を収めたのをきっかけに「ネヴァーセイダイ系」のブームが起こり、多くの産駒が種牡馬として輸入され、1980年代には日本で最も人気のある系統になった。この間、日本へ輸入されたネヴァーセイダイの子は16頭に及んだが、1頭の種牡馬の産駒にこれほど人気が集中したのは日本でも初めての事だった。こうして、ネヴァーセイダイの系統はイギリスでは1980年代には滅亡寸前まで衰えたが、日本ではしばらく繁栄した。だが日本でも、この系統から出た最良の競走馬だったテンポイントが競走中の怪我がもとで死亡してしまい、1980年代の後半にはネヴァーセイダイ直仔の種牡馬の成績は峠を越え、孫の代からこれといって有力な後継種牡馬が出なかった。2000年代には、牝系に残ってはいるものの父系としての本馬の系統はほぼ途絶えた状態となっている。

## 主要系統図
- 太字は特に優秀な戦績をあげたもの[注 8]。
- ※馬名のあとの数字は生年を表す。
- ※馬名の前の「*」印は日本輸入馬を示す。
- ※馬名の後のfは牝馬を示す

- Nearco 1935　　　---→ネアルコ系へ
  - Nasrullah 1940　　　---→ナスルーラ系へ
    - Never Say Die 1951　ダービー、セントレジャー
      - Immortality  1956
        - Fleet f 1964 イギリス2歳牝馬チャンピオン。1000ギニー、チェヴァリーパークステークス
        - Dimbokro　1969　亜ジョッキークラブ大賞

      - Never Too Late f 1957 フランス2歳牝馬チャンピオン。サラマンドル賞、1000ギニー、オークス
      - *ダイハード Die Hard 1957　イボアハンデ、セントレジャー2着
        - キタノダイオー 1965 北海道3歳ステークス
          - ハードラーク 1972 愛知杯

        - タマホープ 1967 菊花賞2着
        - インターグツド 1971 東京優駿2着
        - ヒダロマン f 1972 ビクトリアカップ
        - クラウンピラード 1973　天皇賞2着2回

      - *シプリアニ Cipriani 1958
        - ヒカルイマイ 1968

      - Sostenuto 1958
      - *ラークスパー Larkspur 1959　イギリスダービー
      - *ネヴァービート Never Beat 1960
        - マーチス 1965　阪神3歳ステークス、皐月賞
        - ルピナス f 1965  最優秀3歳牝馬 優駿牝馬
        - リキエイカン 1966 天皇賞
        - クニノハナ f 1967  ビクトリアカップ
        - グランドマーチス 1969 最優秀障害馬2回
        - インターグロリア f 1974 最優秀3歳牝馬・古牝馬 桜花賞、エリザベス女王杯
        - ミサキネバアー 1979　東京王冠賞、大井記念、天皇賞2着

      - *フィルモン 1960
        - ラフオンテース f 1977 最優秀2歳牝馬・古牝馬 阪神3歳ステークス

      - *ライオンハーテッド Lionhearted 1961
        - アズマキング 1977

      - *コントライト Contrite 1968
        - テンポイント 1973 日本年度代表馬、最優秀2歳・古牡馬 天皇賞（春）、有馬記念

      - *マンオブビィジョン Man of Vision 1976
        - ハーディービジョン 1981 朝日杯3歳ステークス

### イモータリティ
種牡馬ネヴァーセイダイにとって初年度産駒となる、1956年生まれの牡馬イモータリティ（Immortality）は未出走馬である。
| Immortality | Immortality | 血統 ネヴァーセイダイ系             | 血統 ネヴァーセイダイ系 | 血統 ネヴァーセイダイ系  |
| 性          | 牡          | ネヴァーセイダイ 1951 栗毛 イギリス | Nasrullah               | Nearco                   |
| 毛色        | 鹿毛        | ネヴァーセイダイ 1951 栗毛 イギリス | Nasrullah               | Mumtaz Begum             |
| 生年        | 1956        | ネヴァーセイダイ 1951 栗毛 イギリス | Singing Grass           | War Admiral              |
| 生産地      | イギリス    | ネヴァーセイダイ 1951 栗毛 イギリス | Singing Grass           | Boreale                  |
| 生産者      |             | Belle of Troy 1947 鹿毛 アメリカ    | Blue Larkspur           | Black Servant            |
| 馬主        |             | Belle of Troy 1947 鹿毛 アメリカ    | Blue Larkspur           | Blossom Time             |
| 調教師      |             | Belle of Troy 1947 鹿毛 アメリカ    | La Troienne             | Teddy                    |
| 成績等      | 未出走      | Belle of Troy 1947 鹿毛 アメリカ    | La Troienne             | Helene de Troie F-No.1-x |

イモータリティの祖母は、現代でも世界屈指の名牝系の一つに数えられるラトロワンヌである。その娘であるベルオブトロイ（Belle of Troy）は、アメリカでブルックリンハンデなど13勝をあげたコーホーズ（Cohoes）を産んだ。イモータリティはこのコーホーズの2歳下の半弟で、ベルオブトロイをイギリスへ連れて行って種牡馬入りしたばかりのネヴァーセイダイを交配し、イギリスで生まれた馬である。イモータリティが競走年齢に達する頃には、既にコーホーズがアメリカで優秀な成績を収めていたので、イモータリティは未出走のまま種牡馬になった。
インモータリティは初期の産駒からフリート（Fleet）、デモクラティー（Democratie）の全姉妹が活躍した。1967年に種牡馬としてアルゼンチンへ輸出された。
イモータリティの主な産駒
- 太字は節を設けた馬。赤字は牝馬。

- Never Say Die 1951
  - Immortality 1956→Fleet 1966、Democratie 1969

    - Dimbokro 1969
    - Ecuanime 1970

フリート
フリート（Fleet）は1964年にアイルランドで生産された牝馬である。母馬はレヴュー（Review）というが、その産駒（フリートの半姉）のディスプレイ（Display）は1961年にチェヴァリーパークステークス、1962年にコロネーションステークスに勝っている。さらに、フリートが生まれた1964年には、半姉のプールパルレ（Pourparler）が1000ギニーに優勝している。
フリートは2歳の時（1966年）にチェヴァリーパークステークスに勝ってイギリスの2歳牝馬チャンピオンになった。翌1967年には1000ギニーとコロネーションステークスに勝ち、この年のイギリスのマイル部門のチャンピオンとなった。
デモクラティー
牝馬のデモクラティー（Democratie）はフリートと父母を同じくする全妹である。1969年にフランスでラフォレ賞を勝ち、ポルトマイヨ賞やセーネワーズ賞にも勝って、フランスのスプリント部門のチャンピオンになった。
ディムボクロ
ディムボクロ（Dimbokro）は、アルゼンチンへ渡ったイモータルが出した産駒である。1969年にラスオルミガス牧場で生産され、アルゼンチンでジョッキークラブ大賞（Gran Premio Jocky  Club）、サンイシドロ大賞（Gran Premio San Isidro）に勝った。

### ネヴァートゥーレイト
ネヴァートゥーレイト（Never Too Late）はネヴァーセイダイの2世代目の産駒で、1000ギニー、オークスに勝った。
| Never Too Late | Never Too Late           | 血統 ネヴァーセイダイ系             | 血統 ネヴァーセイダイ系 | 血統 ネヴァーセイダイ系 |
| 性             | 牝                       | ネヴァーセイダイ 1951 栗毛 イギリス | Nasrullah               | Nearco                  |
| 毛色           | 栗毛                     | ネヴァーセイダイ 1951 栗毛 イギリス | Nasrullah               | Mumtaz Begum            |
| 生年           | 1957                     | ネヴァーセイダイ 1951 栗毛 イギリス | Singing Grass           | War Admiral             |
| 生産地         | アメリカ                 | ネヴァーセイダイ 1951 栗毛 イギリス | Singing Grass           | Boreale                 |
| 生産者         | ブルラン牧場             | Gloria Nicky 1952 栗毛 イギリス     | Alycidon                | Donatello               |
| 馬主           | ハウエル・ジャクスン夫人 | Gloria Nicky 1952 栗毛 イギリス     | Alycidon                | Aurora                  |
| 調教師         | エチエンヌ・ポレ         | Gloria Nicky 1952 栗毛 イギリス     | Weighbridge             | Portlaw                 |
| 成績等         | 9戦5勝                   | Gloria Nicky 1952 栗毛 イギリス     | Weighbridge             | Golden Way F-No.4-c     |

ネヴァートゥーレイトはアメリカで生まれ、フランス人調教師に預けられた。2歳の時はフランスでサラマンドル賞に勝ち、タイムフォーム誌によるフリーハンデで全欧2歳牝馬チャンピオンになった。3歳になるとイギリスへ渡り、1000ギニーとオークスに勝った。
ネヴァートゥーレイトは小柄な栗毛馬で、ハウエル・ジャクソン夫妻がブルラン牧場（Bull Run Stud）で生産した。母馬のグロリアニッキー（Gloria Nicky）は1954年にイギリスでチェヴァリーパークステークスに勝って2歳牝馬チャンピオンになっている。近親にはセントレジャーステークス優勝の＊リボッコと＊リブロがいる。ネヴァートゥーレイトはグロリアニッキーの初仔で、まだ妊娠中の1956年に3万ポンドでジャクソン夫人がグロリアニッキーを買ってきたのだった。
ネヴァートゥーレイトはフランスへ送られたが、同名馬が既にいたので、ネヴァートゥーレイト2（Never Too Late II）として扱われた。エチエンヌ・ポレ調教師のもとで1959年8月にデビューし、9月にサラマンドル賞で＊ファラモンド（Pharamond）を破って優勝した。続くグランクリテリウムではアンガース（Angers）にクビ差敗れて2着になった。タイムフォーム誌によるフリーハンデで、ネヴァートゥーレイトは130ポイントの評価を得て全欧2歳牝馬の首位になった。
3歳になると、アンプルダンス賞を4馬身差で勝ち、1000ギニーを目指して渡英した。ネヴァートゥーレイトは13頭中約1.7倍の本命になり、ゴール前200メートルのあたりで先頭に立つと、あとは2馬身差をつけて楽勝した。翌月のオークスでも2.2倍の本命になったが、ゴール前の混戦で物議を醸す結果になった。ネヴァートゥーレイトは後方から進み、最後の直線でスパートしようと外へなんとか持ちだし、先頭のペンポン（Paimpont）に追いすがった。並んだところで、ネヴァートゥーレイトは左へモタれてしまい、後ろから来たアンベルリン（Imberline）の進路を塞ぐ形になった。立て直したネヴァートゥーレイトはなんとかペンポンをアタマ差捉えて優勝した。ペンポンが2着、アンベルリンは3着だった。レース後、ネヴァートゥーレイトの騎手は、レース中に何度もイギリス人騎手が故意に進路を妨害してきたと申し立て、ポレ調教師も進路妨害がなければ6馬身差で勝っていたはずだと述べた。
秋はフランスでヴェルメイユ賞に出たが、柔らかい馬場が合わずに着外に終わり、イギリスのチャンピオンステークスで2着になったのを最後に引退した。この年のタイムフォームによるネヴァートゥーレイトの評価は128ポイントである。
ネヴァートゥーレイトはアメリカに戻って繁殖牝馬になった。産駒のなかで最良のものはウィザウトフィア（Without Fear、父＊ボールドリック）で、ヘロド賞に勝ち、オーストラリアでチャンピオンサイアーになった。ほかにも、ネヴァートゥーレイトの子孫からはオーストラリアのVRCオークスの優勝馬が出ている。

### ダイハード
ダイハード（Die Hard）は3歳時（1960年）にセントレジャーで2着に入り、古馬になって1961年にイボアハンデキャップに勝った。3代母がSweet Lavenderで、近親にはAmbiorixやKlaironなどがいる。
1962年に日本へ輸入されると、種牡馬デビュー初年度に新種牡馬ランキングで3位となった。初期の産駒からキタノダイオーが北海道の2歳戦でレコード勝ち2回を含めて3連勝、そのうち重賞が2つという活躍をした。キタノダイオーはその後怪我で長期休養を余儀なくされ、クラシックシーズンを棒に振ったが、7歳までで7戦無敗の成績を残して引退した。キタノダイオーは種牡馬としても成功した。ダイハードは1978年に死亡した。
このほか、ダイハードは多くの重賞勝ち馬を出したが、クラシック競走では2着止まりで優勝馬は出せなかった。また、牝馬産駒のワールドハヤブサは重賞勝ち馬ではなかったが、産駒のビクトリアクラウンをはじめ子孫から多くの活躍馬が出て、同馬から発する「ワールドハヤブサ系」は名門牝系として知られる存在となっている。
母の父としてはネヴァービート同様優秀であり、フジノパーシア、スリージャイアンツ、ハードバージ、フレッシュボイス、ナリタハヤブサなどを輩出。リーディングブルードメアサイアーとはなっていないが、1982年と1983年にBMSランキングで3位に入っている。
ダイハードの主な産駒
- Never Say Die 1951　　　
  - *ダイハード Die Hard 1957 →ワールドハヤブサ 1967、ヒダロマン 1972
    - Datus 1963
    - ダイパレード 1964
    - ムオー 1964
    - キタノダイオー 1965
    - タイセフト 1967
    - スモールキング 1968
    - ダイイチテンホウ 1968
    - ハクセイコー 1968
    - マウントキング 1968
    - スカイリーダ 1970
    - インターグッド 1971
    - クラウンピラード 1973
    - フラッシュハート 1973

### シプリアニ
シプリアニ（Cipriani）は1958年にイタリアで生産された。コロネーションステークス、ファルマスステークスなど4勝をあげ、1962年に種牡馬として日本へ輸入された。
日本ではヒカルイマイ（皐月賞、日本ダービー）、トウメイ（天皇賞（秋）、有馬記念）、アチーブスター（桜花賞、ビクトリアカップ）などを出し、大成功した。
詳細はシプリアニ参照。
シプリアニの主な産駒
- Never Say Die 1951　　　
  - *シプリアニ Cipriani 1958 → トウメイ 1966、アチーブスター 1969
    - ダイサンタカサゴオ 1964
    - ナンポウザン 1966
    - ヒカルイマイ 1968
    - ミルフオードオー 1969
    - トドロキムサシ 1971
    - シプリハナ 1972
    - ファインポート 1973

### ラークスパー
ラークスパー（Larkspur）は1959年にアイルランドで生産された。イギリスダービーに勝ち、1967年に種牡馬として日本へ輸入された。全弟のフィニックスバード、半弟バリメライスも種牡馬として日本に輸入されている。近親馬では、母の半弟アドミラルバードも本邦輸入種牡馬である。
母の父として、イナリワン、リードホーユーの2頭の有馬記念優勝馬を出した。
ラークスパーの主な産駒
- Never Say Die 1951　　　
  - *ラークスパー Larkspur 1959
    - Crazy Rhythm 1968

### ネヴァービート
ネヴァービート参照。
ネヴァービートの主な産駒
- Never Say Die 1951　　　
  - *ネヴァービート Never Beat 1960 → ミスマルミチ 1965、インターグロリア 1974
    - ダイイチオー 1965
    - フシミヒカリ 1965
    - マーチス 1965
    - ヤマトシ 1966
    - リキエイカン 1966
    - スリービート 1967
    - グランドマーチス 1969
    - ボージェスト 1970
    - メイジヤマト 1970
    - メイジヒダカ 1971
    - タイホク 1973
    - ハシクランツ 1976
    - ミサキセイバー 1976
    - ミサキネバアー 1979

### ライオンハーテッド
ライオンハーテッド（Lionhearted）は1961年生まれのイギリス産馬で、イギリスダービー優勝馬のパーシア（本邦輸入種牡馬）やセントレジャーステークス優勝馬のアルサイドの近親である。半妹ヴオルテツクス（父Crepello）は日本に繁殖牝馬として輸入されており、同馬の孫にトウシヨウユース（カブトヤマ記念）がいる。
ライオンハーテッドは英、愛で走り7戦0勝と勝ち星をあげられなかったが、1964年のアイルランドダービーで、単勝1.5倍の大本命サンタクロースに次いで2着になった。
ライオンハーテッドははじめニュージーランドで種牡馬になったが、日本でネヴァーセイダイのブームが起きると、1972年に日本に輸入されて北海道・新冠町で供用された。産駒にはクイーンズランドギニーズの勝ち馬Beau Ceraや南関東の名馬アズマキングなどがいる。アズマキングは、1981年の帝王賞（大井2800m）をレコード勝ちしている。
- Never Say Die 1951　　　
  - *ライオンハーテッド Lionhearted 1961
    - アズマキング 1977 東京大賞典、東京王冠賞、帝王賞、中央競馬招待、大井金杯、報知オールスターカップ

### コントライト
コントライト参照。
コントライトの主な産駒
- 太字は単独記事のある馬。赤字は牝馬。馬名のあとの4桁の数字は生年。

- Never Say Die 1951　　　
  - *コントライト Contrite 1968→テンポイント 1973、キングスポイント 1977、ガールライヒ 1980
    - ライバライト 1974
    - ウエストポイント 1975
    - タカフジミノル 1977
    - サムソンシチー 1978
    - ニットウオーカン 1979
    - ミヤコゲリエ 1981
    - ジンライ 1991

### マンオブビィジョン
- Never Say Die 1951　　　
  - *マンオブビィジョン Man of Vision 1976
    - ハーディービジョン 1981

### その他の日本輸入種牡馬
- Never Say Die 1951　
  - ナイトアンドデイザセカンド Night and Day II 1960
- ネヴァードゥエル Never Dwell 1960
  - フィルモン Philemon 1960 →ラフオンテース 1977
    - Whip It Quick 1972

  - エンドレスハネー Endless Honey 1961
  - ニアルカス Nearchus 1961
  - ネヴァービーシュア Never be Sure 1961
  - アングロアメリカン Anglo American 1965
  - ダッパー Dapper 1965
    - カツボーイ 1974

  - フィニックスバード Phoenix Bird 1965

#### ナイトアンドデイザセカンド
ナイトアンドデイザセカンド（Night and Day II）は英国産。半兄Martial（父Hill Gail）は英2000ギニー優勝馬。半兄スカイマスター（父Golden Cloud）、半兄エルギヤローは種牡馬として日本に輸入されている。また、半姉アーイシヤも繁殖牝馬として日本に輸入されており、同馬の曾孫にダイシンフブキ（朝日杯3歳ステークス）がいる。産駒に目立った馬はいないが、母の父として東海三冠馬のサブリナチェリーを出した。

#### ダッパー
ダッパーは愛国産。半姉にGlad Rags（英1000ギニー）がいる。栗林友二により日本に輸入され、ユートピア牧場の主力種牡馬として供用された。だが、堅実に走る馬は出すものの重賞で活躍するような馬は余り出せず、また気性難を伝える面もあり成功しなかった。主な産駒に、全日本3歳優駿を勝ったカツフアーム、新潟県競馬で活躍したカツボーイ（カツアールの半兄）がいる。

### その他の産駒
- Never Say Die 1951　　　
  - Lustrous Hope 1957
  - Undefeated 1957
  - Allenby 1958
  - Bold Lover 1958
  - Crash Helmet 1958
  - Cross King 1958
  - Sostenuto 1958
    - Imagele 1970
    - Andynuto 1976

  - Napoleon 1959
  - Never Give Up 1959
  - Saidam 1959
    - Rio Bravo 1966
    - Dream of Kings 1967

  - Casabianca 1961
  - Light Brigade 1961
  - Mellay 1961
    - Trelay 1966
    - Mangus Colorado 1967
    - Mayo Mellay 1973

  - Straight Die 1961
  - Battle-Waggon 1962
    - Battle Lomond 1978

  - Nentego 1962
  - Lead the Way 1964
  - Super Slip 1964
  - Capricorno 1965
  - My Horace 1965
  - Kazakstaan 1967
  - Old Soldier 1967
  - O Say Dan 1967
  - Brave Sun 1968
  - Charisma 1968

Mellay
1961年英国産。不出走。母が名牝Meldで半弟に英ダービー馬Charlottown（父Charlottesville）がいる。ニュージーランドに輸出され、同国で2度リーディングサイアーとなった。半姉インタグリオは繁殖牝馬として日本に輸入されている。

#### 日本に輸入された牝馬産駒
Never Say Die産駒は、繁殖牝馬などとしても日本に輸入されている。
パロクサイド
産駒は優駿牝馬で4着だったシヤダイカールが目立つ程度だが、孫のダイナカール、曾孫エアグルーヴをはじめ子孫から数多くのG1・重賞優勝馬が出たことにより、「パロクサイド系」は著名な牝系となっている。
ウイツチズストーン
孫に岩手の名馬スイフトセイダイ、曾孫にキンセンアラシ（中京障害ステークス・秋）がいる。
エリモルーシー
Never Say Die×Alycidon牝馬の配合はNever too Lateと同じ。競走馬として輸入されたが不出走だった。孫にインタータイムリー（大阿蘇大賞典、上山城大賞典、花笠まつり賞）。曾孫にホワイトカーニバル（フェアリーステークス）がおり、同馬の産駒にJpn1のJBCレディスクラシック優勝馬サンビスタ。
リナウン
産駒にオンワードガイ（朝日杯3歳ステークス、目黒記念・春）
コンスタントチエンジ
産駒にコーヨーチカラ（NHK杯）、曾孫にロンスパーク（鳴尾記念）。